# Bloedworst

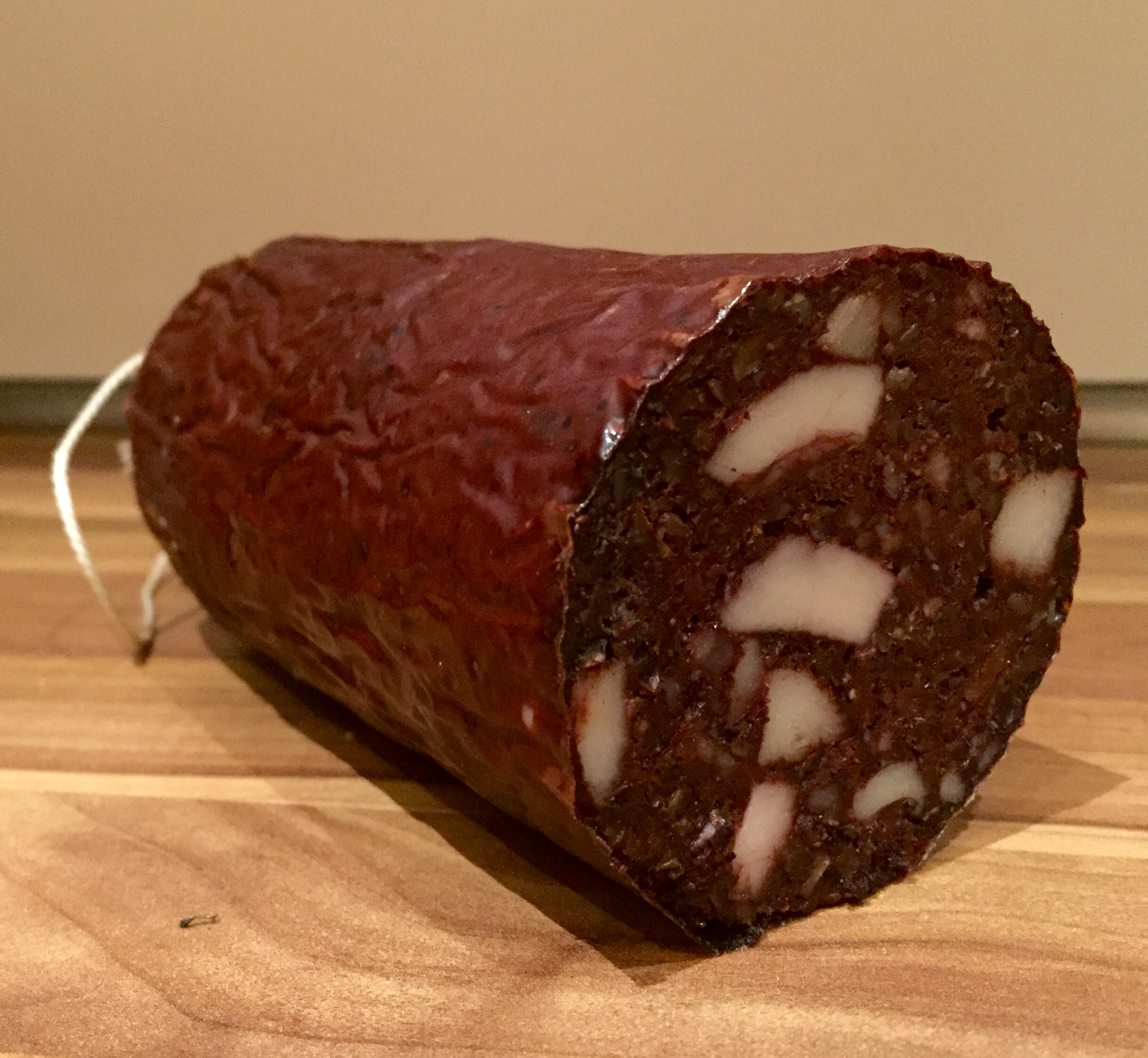
Bloedworst met spekblokjes

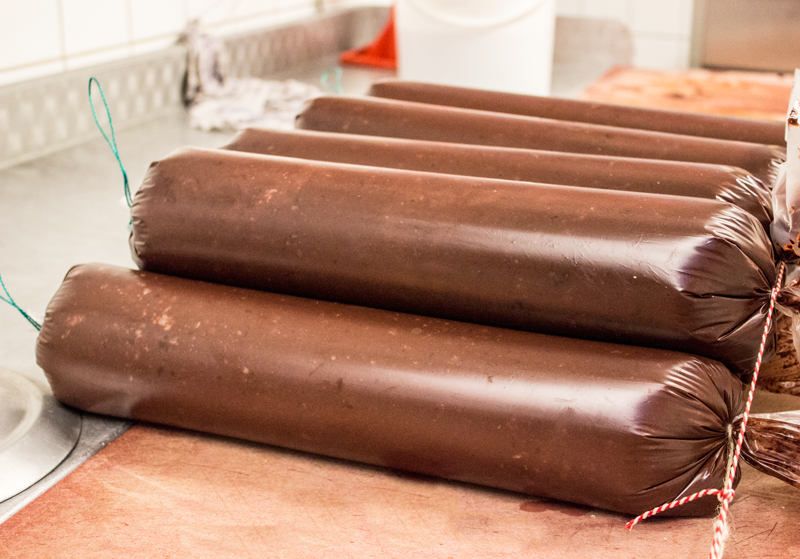
Groningse bloedworst in plastic darm

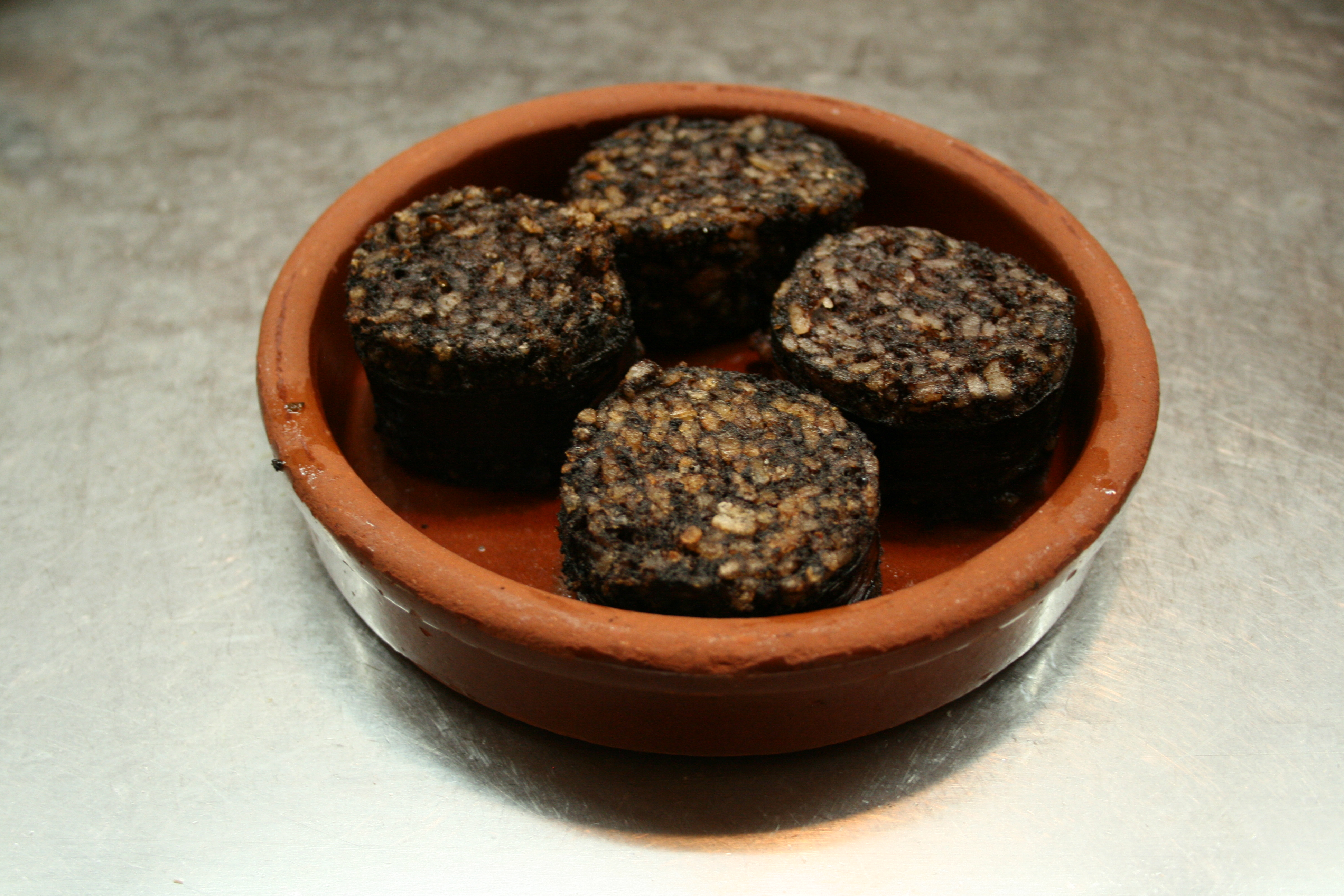
Morcilla de Burgos, Spaanse bloedworst met rijst als vulmiddel

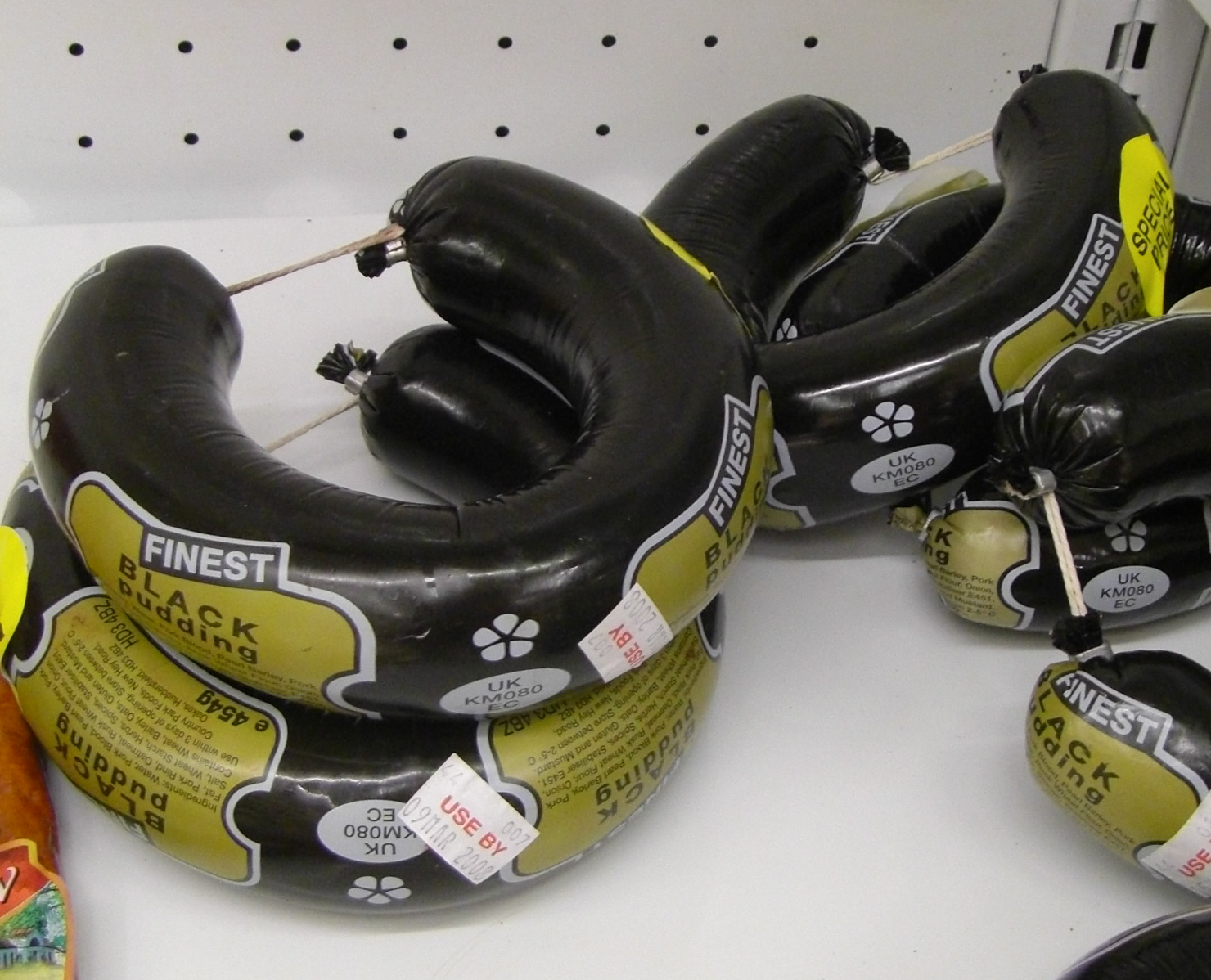
Engelse black pudding

Bloedworst is een worst gewoonlijk bestaande uit een mengsel van bloed (meestal van het varken, maar er bestaat ook runderbloedworst), vet of reuzel (smout), spek, kruiden en vulmiddelen (rogge, brood, gerst, en/of havermout). Het is een bijproduct van de slacht en werd vroeger traditioneel in de herfst gemaakt.

## Nederland
Recepten en vormen verschillen per streek. Soms worden uien toegevoegd. Het spek kan in blokjes of vergruisd worden toegevoegd. Het mengsel kan zijn vorm krijgen in een darm of gietvorm. Ook tongenworst is een soort bloedworst: de stukken tong zitten in een bloedworstmengsel.
De worst kan een diameter hebben van maximaal zo'n 10 cm en is in Nederland gewoonlijk te koop in cilindervorm, soms gelardeerd met stukjes vet. Bloedworst wordt gegeten in plakken van ongeveer 1 cm dik die in een koekenpan worden gebakken. Soms wordt er een plak appel meegebakken of wordt het gerecht met stroop geserveerd.
Groningse boerenbloedworst is een zoete bloedworst met stroop en rozijnen. Limburgse balkenbrij lijkt qua uiterlijk en smaak veel op bloedworst.

## België
In België heeft de bloedworst de grootte van een banaan. De worst wordt soms in zijn geheel gebakken, soms in stukjes van 2 cm dik gesneden. Bij de bloedworst worden meestal gebakken appels met bruine suiker of appelmoes gegeten.
Omdat de bloedworst bijna overal gegeten wordt in België, kent men er vele namen voor. In de Kempen spreekt men vooral van pensen, in Antwerpen spreekt men van beuling, in het Hageland en Klein-Brabant van zwarte pensen, terwijl men in Zuidoost-Vlaanderen vaak zwarte trippen of zwarte triepen zegt. "Zwart" staat hier dan tegenover de witte pens (zonder bloed). In West-Vlaanderen spreekt men eerder van bloelink. De Brusselse variant heet bloempanch. Ook de naam beuling wordt her en der gebruikt.

## Andere landen
Ook in andere landen wordt bij de slacht bloedworst gemaakt van bloed met andere goedkope stukken vlees. Zo wordt in Spanje butifarra negra en morcilla gemaakt, in Frankrijk boudin noir, in Engeland black pudding, in Duitsland en Oostenrijk Blutwurst, in Italië sanguinaccio insaccato en bodeun, maar ook in Azië komt bloedworst voor, bijvoorbeeld de Koreaanse sundae.